# مردی از قاهره
مردی از قاهره (ایتالیایی: Dramma nella Kasbah/Avventura ad Algeri) یک فیلم نوآر محصول مشترک بین‌المللی بریتانیایی/ایتالیایی/آمریکایی محصول ۱۹۵۳ با بازی جرج رفت است که نقش مردی را بازی می‌کند که با کارآگاه اشتباه گرفته می‌شود و علی‌رغم عنوان فیلم، برای یافتن طلای گمشده جنگ جهانی دوم به الجزیره فرستاده می‌شود.
این فیلم آخرین فیلم بلند کارگردان ری انرایت و اولین فیلم آمریکایی ایرنه پاپاس بود.